# Sbor Českých bratří (Kunvald)
Domek "Na Sboru" je místem prvního sboru předbělohorské Jednoty bratrské v Kunvaldu.

## Historie
Již v letech 1457–1458 je zde doložena komunita českých bratří, přesné datum postavení domku však známo není. Odsud pravděpodobně pocházel nebo zde působil Matěj z Kunvaldu, syn místního sedláka.
Sbor překonal kolem roku 1460 první vlnu pronásledování a třebaže kunvaldský sbor samotný přetrval, jeho vůdci museli dočasně odejít jinam. Roku 1547 po neúspěšném stavovském povstání byl bratrský kostelík na příkaz panovníka (Ferdinanda I. Habsburského) uzavřen a bratři vyhnáni ze zdejšího panství. Před bitvou na Bílé hoře byla budova sboru přestavěna na bratrskou školu, avšak po vítězství protireformace a následných událostech sloužila někdejší škola pro katolické děti, a to až do roku 1750. Roku 1929 domek odkoupila Českobratrská církev evangelická a zřídila zde památník Jednoty bratrské. Od roku 1958 je veden jako kulturní památka, ovšem rekonstrukcí prošel až po Sametové revoluci a otevřen byl roku 1991 při příležitosti 400. výročí narození J. A. Komenského.

## Současnost
Vlastníkem a provozovatelem je Českobratrská církev evangelická ve spolupráci s místní samosprávou. V domku je umístěna muzejní expozice, konají se zde prohlídky pravidelné i po předchozí domluvě pro náhodné skupiny osob, areál domku lze rovněž v předem domluvených případech využít i k bohoslužbám či komorním setkáním věřících; ochranovský sbor v Potštejně zde pořádá příležitostné bohoslužby.